# Astronia
Astronia es un género de plantas pertenecientes a la familia Melastomataceae. Es originario de Nueva Guinea. Comprende 10 especies descritas.

## Taxonomía
El género fue descrito por Carl Ludwig Blume y publicado en Bijdragen tot de flora van Nederlandsch Indië 1080, en el año 1826. La especie tipo es Astronia spectabilis Blume, 1826

## Especies
- Astronia bicolana Elmer
- Astronia bulusanensis Elmer
- Astronia ferruginea Elmer
- Astronia formosana Kaneh.
- Astronia gitingensis Elmer
- Astronia glauca Merr.
- Astronia meyeri Merr.
- Astronia papetaria Blume
- Astronia purpuriflora Elmer
- Astronia viridifolia Elmer